# Simson SRA 100
Simson SRA 100 (STAR 100) – motocykl typu skuter produkcji niemieckiej firmy Simson.
- Opis eksponatu SRA 50 w Fahrzeugmuseum Glöthe. fahrzeugmuseum-gloethe.de. [zarchiwizowane z tego adresu (2011-04-26)]. (niem.).
- Opis eksponatu SRA 50 Polizei w Fahrzeugmuseum Glöthe. fahrzeugmuseum-gloethe.de. [zarchiwizowane z tego adresu (2016-03-04)]. (niem.).